# Буржуазная кухня

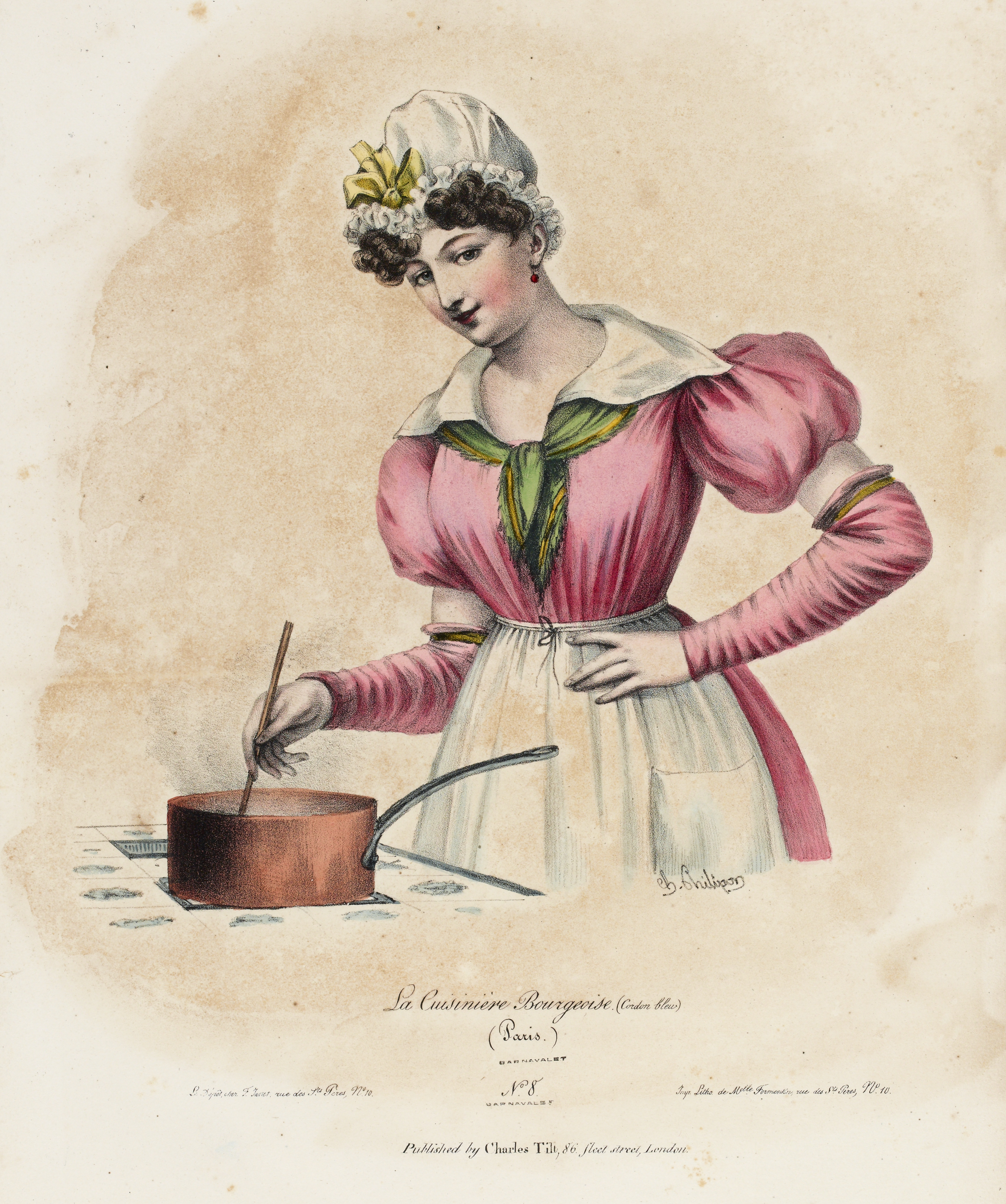
Иллюстрация к кулинарной книге La cuisinière bourgeoise (cordon bleu) N°8, между 1828—1829 годами

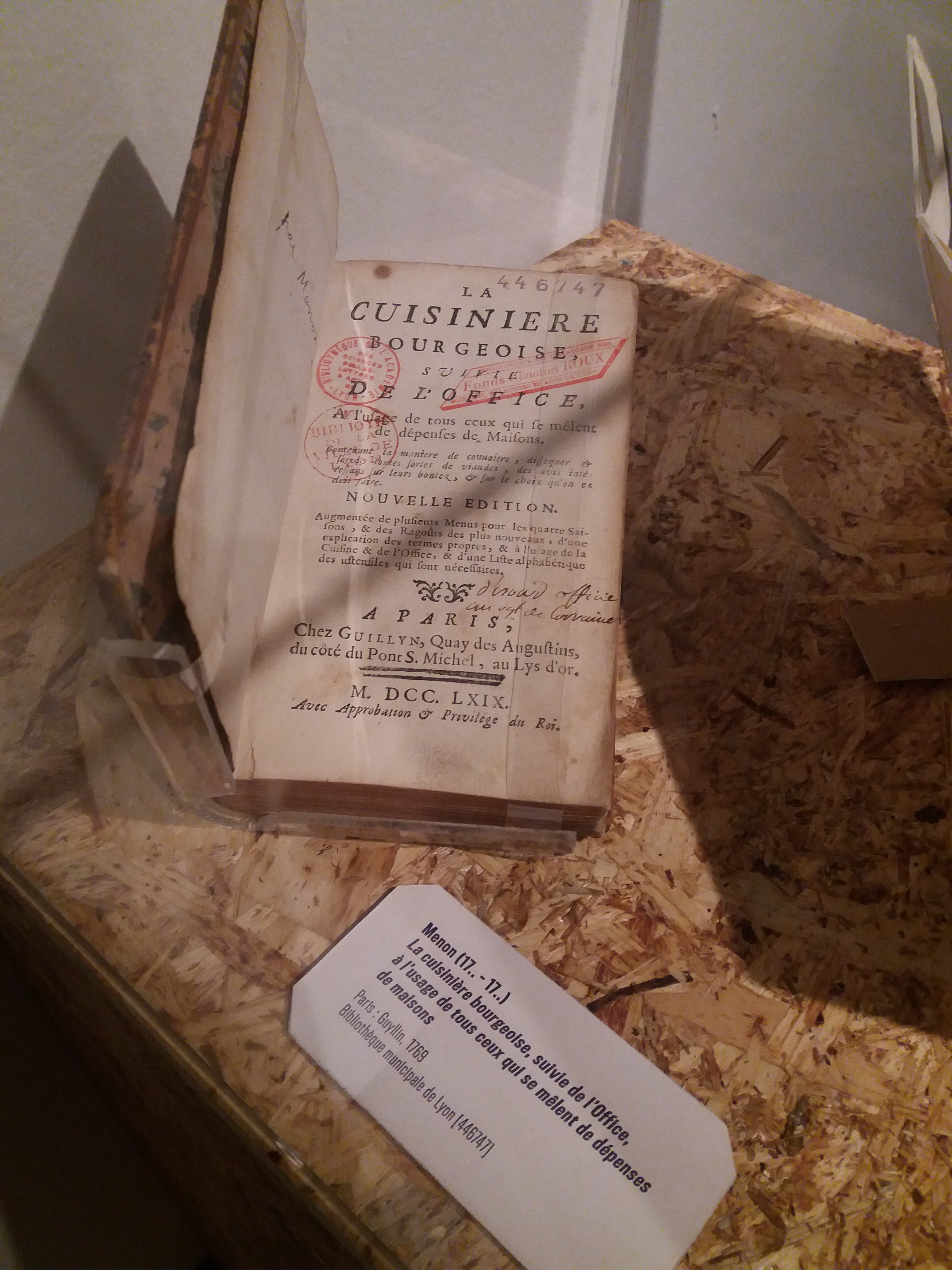
Cuisinière bourgeoise Франсуа Менонона

Буржуа́зная ку́хня во французской гастрономии — домашняя кухня семей среднего класса, в отличие от изысканной ресторанной высокой кухни, а также от региональной и крестьянской кухонь городской бедноты.
Буржуазная кухня представляла собой нечто среднее между кухней простых людей и высокой кухней. Буржуа уже могли себе позволить обед из трёх блюд: закусок, основного блюда и десерта, фруктов.
Буржуазная кухня документально подтверждена с XVII века, что отражено в работах: Николя де Боннефон, Le Jardinier François (1651) и Les delices de la Campagne (1684); Франсуа Менон, Cuisinière bourgeoise (1746); и Луи Эсташ Одо, Cuisinière de la Campagne et de la ville (1818). Начиная с XIX века, серия кулинарных книг вышла за рамки простого перечисления рецептов и описывала технику овладения кулинарным искусством: Жюль Гуффе, Livre de Kitchen (1867); Феликс Урбен Дюбуа, École des cuisinières (1887).
Эволюция европейского общества и эволюция кулинарной культуры населения привела к тому, что в конце XIX века в Париже появились кулинарные школы, такие как Le Cordon Bleu, и такие журналы, как La Cuisinière Cordon Bleu и Le Pot-au-Feu, чтобы обучать кулинарии женщин из буржуазных семей. La Cuisine de tous les jours Анри Поля Пеллапра (1914) и Le Livre de cuisine de Madame Saint-Ange (1927) взяты из этих кулинарных школ.
В США Джулия Чайлд, учившаяся в Кордон Блю, внесла свой вклад в книгу «Уроки французской кулинарии» (1961), написанную в соавторстве с Симоной Бек и Луизетт Бертолль.
Французская буржуазная кухня оказала влияние на формирование русской кухни в XIX веке. Русская буржуазная кухня, по мнению некоторых авторов, была описана Еленой Молоховец в её книге «Подарок молодым хозяйкам» (1861) .